# Arctia paucimaculala
Arctia paucimaculala är en fjärilsart som beskrevs av Arnold Spuler 1906. Arctia paucimaculala ingår i släktet Arctia och familjen björnspinnare. Inga underarter finns listade i Catalogue of Life.